# خط ريد القاعدي
خط ريد القاعدي هو الخط الذي يُستخدم في الوصف غير المبهم لتوجه الجمجمة البشرية في دراسات التصوير بالأشعة السينية الاعتيادي ودراسات تكنولوجيا الحاسب (CT) ودراسات التصوير بالرنين المغناطيسي (MRI). كما يمكن تعريفه بأنه الخط المرسوم من الهامش السفلي للحَجَاج (نقطة الحُجَيْجَى) إلى النقطة الأُذَيْنِيّة (مركز فوهة الصِّماخ السَّمْعِيّ الظَّاهِر، نقطة الأُذَيْنِيّة) والاِرْتِدَادٌ الممدود إلى مركز العظم القذالي. والذي يتم استخدامه على أنه مستوى الصفر في التصوير الطبقي المحوسب.
في عام 1962، عرفه الاتحاد العالمي لعلم الأشعة بأنه الخط بين الهامش تحت الحجاج والهامش العلوي للصِّماخ السَّمْعِيّ الظَّاهِر.
وفي الوضع المستقيم للرأس، فإن هذا الخط عادة يميل بمقدار 7 درجات عن ارتفاع المقدمة في المستوى الأفقي.